# Eastbourne Open 2025
L'Eastbourne Open 2025, ufficialmente Lexus Eastbourne Open 2025 per motivi di sponsorizzazione, è stato un torneo di tennis giocato sull'erba. È stata la 14ª edizione facente parte della categoria ATP Tour 250 nell'ambito dell'ATP Tour 2025 e la 50ª edizione facente parte della categoria WTA 250, nell'ambito del WTA Tour 2025. Sia il torneo maschile sia quello femminile si sono giocati al Devonshire Park Lawn Tennis Club di Eastbourne, nel Regno Unito, dal 23 al 28 giugno 2025.

## Partecipanti ATP singolare

### Teste di serie
| Nazionalità | Giocatore                   | Ranking* | Testa di serie |
| ----------- | --------------------------- | -------- | -------------- |
| Stati Uniti | Taylor Fritz                | 4        | 1              |
| Stati Uniti | Tommy Paul                  | 8        | 2              |
| Rep. Ceca   | Jakub Menšík                | 17       | 3              |
| Argentina   | Francisco Cerúndolo         | 18       | 4              |
| Francia     | Ugo Humbert                 | 20       | 5              |
| Italia      | Flavio Cobolli              | 24       | 6              |
| Spagna      | Alejandro Davidovich Fokina | 28       | 7              |
| Rep. Ceca   | Jiří Lehečka                | 30       | 8              |

* Ranking al 16 giugno 2025.

### Altri partecipanti
I seguenti giocatori hanno ricevuto una wildcard per il tabellone principale:
- Daniel Evans
- Cameron Norrie
- Jack Pinnington Jones

Il seguente giocatore è entrato in tabellone con il ranking protetto:
- Reilly Opelka

I seguenti giocatori sono entrati nel tabellone principale passando dalle qualificazioni:

- Mattia Bellucci
- James Duckworth
- George Loffhagen
- Aleksandar Vukic

I seguenti giocatori sono entrati in tabellone come lucky loser:
- Billy Harris
- Tseng Chun-hsin

### Ritiri
Prima del torneo
- Matteo Arnaldi → sostituito da  Tseng Chun-hsin
- Francisco Cerúndolo → sostituito da  Fábián Marozsán
- Jiří Lehečka → sostituito da  Francisco Comesaña
- Brandon Nakashima → sostituito da  Jacob Fearnley

## Partecipanti ATP doppio

### Teste di serie
| Nazionalità | Giocatore          | Nazionalità | Giocatore       | Ranking* | Teste di serie |
| ----------- | ------------------ | ----------- | --------------- | -------- | -------------- |
| Finlandia   | Harri Heliövaara   | Regno Unito | Henry Patten    | 7        | 1              |
| Regno Unito | Joe Salisbury      | Regno Unito | Neal Skupski    | 26       | 2              |
| Regno Unito | Julian Cash        | Regno Unito | Lloyd Glasspool | 27       | 3              |
| Stati Uniti | Christian Harrison | Stati Uniti | Evan King       | 39       | 4              |

* Ranking al 16 giugno 2025.

### Altri partecipanti
Le seguenti coppie di giocatori hanno ricevuto una wildcard per il tabellone principale:
- Charles Broom /  Joshua Paris
- David Stevenson /  Marcus Willis

### Ritiri
Prima del torneo
- Sander Arends /  Luke Johnson → sostituiti da  Ariel Behar /  Joran Vliegen
- Matthew Ebden /  Michael Venus → sostituiti da  Matthew Ebden /  Albano Olivetti

## Partecipanti singolare WTA

### Teste di serie
| Nazionalità | Giocatrice         | Ranking* | Testa di serie |
| ----------- | ------------------ | -------- | -------------- |
| Australia   | Daria Kasatkina    | 16       | 1              |
| Rep. Ceca   | Barbora Krejčíková | 17       | 2              |
| Lettonia    | Jeļena Ostapenko   | 19       | 3              |
| Stati Uniti | Sofia Kenin        | 29       | 4              |
| Polonia     | Magda Linette      | 31       | 5              |
| Stati Uniti | Peyton Stearns     | 34       | 6              |
| Regno Unito | Emma Raducanu      | 36       | 7              |
| Slovacchia  | Rebecca Šramková   | 38       | 8              |

* Ranking al 16 giugno 2025.

### Altre partecipanti
Le seguenti giocatrici hanno ricevuto una wild card per il tabellone principale:
- Jodie Burrage
- Harriet Dart
- Francesca Jones
- Mingge Xu

La seguente giocatrice è entrata in tabellone con lo special exempt:
- Dajana Jastrems'ka

Le seguenti giocatrici sono entrate nel tabellone principale passando dalle qualificazioni:

- Kimberly Birrell
- Elisabetta Cocciaretto
- Alexandra Eala
- Varvara Gracheva
- Greet Minnen
- Kamilla Rachimova

### Ritiri
Prima del torneo
- Èlina Avanesyan → sostituita da  Moyuka Uchijima
- Polina Kudermetova → sostituita da  Anna Blinkova
- Anastasija Potapova → sostituita da  Jaqueline Cristian

## Partecipanti doppio WTA

### Teste di serie
| Nazionalità | Giocatore          | Nazionalità | Giocatore        | Ranking* | Teste di serie |
| ----------- | ------------------ | ----------- | ---------------- | -------- | -------------- |
| Stati Uniti | Caroline Dolehide  | Stati Uniti | Desirae Krawczyk | 54       | 1              |
| Giappone    | Eri Hozumi         | Indonesia   | Aldila Sutjiadi  | 77       | 2              |
| Spagna      | Cristina Bucșa     | Giappone    | Miyu Katō        | 77       | 3              |
| Rep. Ceca   | Barbora Krejčiková | Lettonia    | Jeļena Ostapenko | 86       | 4              |

* Ranking al 16 giugno 2025.

### Altre partecipanti
Le seguenti coppie di giocatrici hanno ricevuto una wild card per il tabellone principale:
- Jodie Burrage /  Sonay Kartal
- Heather Watson /  Mingge Xu

## Campioni

### Singolare maschile
Taylor Fritz ha sconfitto in finale  Jenson Brooksby col punteggio di 7-5, 6-1.

### Singolare femminile
Maya Joint ha sconfitto in finale  Alexandra Eala con il punteggio di 6-4, 1-6, 7-6(10).

### Doppio maschile
Julian Cash /  Lloyd Glasspool hanno sconfitto in finale  Ariel Behar /  Joran Vliegen con il punteggio di 6–4, 7–6(5).

### Doppio femminile
Marie Bouzková /  Anna Danilina hanno sconfitto in finale  Hsieh Su-wei /  Maya Joint con il punteggio di 6-4, 7-5.